# Ширина спектральной линии

Ширина спектральной линии — интервал частот или интервал длин волн, характеризующий спектральные линии в излучениях квантовых систем. Ширина линии измеряется по половине от максимальной интенсивности (см. Полуширина). Ширина спектральной линии обусловлена разными причинами.
В изолированной квантовой системе ширина спектральной линии обусловлена суммой ширин уровней, между которыми происходит спонтанный квантовый переход. (См. Естественная ширина спектральной линии)
Ширина спектральной линии расширяется из-за доплеровских эффектов и взаимодействий между частицами.